# چلنج-برونزویل (کالیفرنیا)
چلنج-برونزویل (به انگلیسی: Challenge–Brownsville) یک منطقهٔ مسکونی در ایالات متحده آمریکا است که در شهرستان یوبا، کالیفرنیا واقع شده‌است. چلنج-برونزویل ۲۵٫۰۲۵ کیلومتر مربع مساحت و ۱٬۱۴۸ نفر جمعیت دارد.